# Johannes III Rizocopo
Johannes III Rizocopo was exarch van Ravenna van ca.710 tot 711. 

## Context
In 709 stuurde de Byzantijnse keizer Justinianus II Rhinotmetos een expeditie naar Ravenna, plunderde de stad en verscheepte hun leiders naar Constantinopel om berecht te worden. De keizer ontbood paus Constantijn I en stuurde Johannes III Rizocopo om de eis kracht bij te zetten. De paus was op de hoogte van wat de aartsbisschop van Ravenna, Felix, had meegemaakt, namelijk dat zijn ogen waren doorstoken, en vertrok met een delegatie naar Constantinopel. Johannes en de paus kruisten elkaar in Napels. 
Johannes zette zijn opmars voort richting Rome, plunderde de schatkist en doodde degenen die zich verzetten. Vervolgens zette hij zijn weg voort naar Ravenna. In 711 werd keizer Justinianus vermoord, vermoedelijk brak er een opstand uit in Ravenna. Volgens het Liber pontificalis stierf Johannes "door Gods oordeel over zijn gruwelijke daden een schandelijke dood".
Bepaalde historische werken vermelden dat Eutychius de exarch was, maar dit is een moderne interpretatie gebaseerd op een foutieve lezing van het Liber pontificalis.